# Donghae (cantante)
Lee Dong-hae (en hangul, 이동해; en hanja, 李東海; Mokpo, Jeolla del Sur, 15 de octubre de 1986), más conocido como Donghae, es un cantante, compositor y actor surcoreano. Es miembro del grupo Super Junior, siendo uno de los bailarines principales. Además forma parte de las subunidades Super Junior-M y Super Junior D&E. Donghae es también uno de los cuatro primeros artistas coreanos en aparecer en los sellos postales chinos.

## Vida y carrera

### Primeros años
Donghae nació en Mokpo, Jeollanam, Corea del Sur, el 15 de octubre de 1986. Donghae inicialmente deseaba convertirse en un atleta, pero bajo la influencia de su padre, quien alguna vez deseó convertirse en cantante, Donghae decidió entrenarse para convertirse en un cantante. En 2001, Donghae firmó con éxito un contrato con SM Entertainment poco después de que ganara el premio al Mejor aspecto exterior junto a su futuro compañero de banda Sungmin. Según SM Entertainment, Donghae fue puesto a cantar, bailar y a clases de interpretación ese mismo año. Luego fue reclutado para una banda de cinco miembros que se llamaría Smile, junto con su futuro compañero de banda Leeteuk, pero la idea fue desechada rápidamente.
En el 2004, Donghae junto con Leeteuk, fueron ubicados en otra banda junto a diez aprendices más. El grupo más tarde llegó a ser conocido como «Super Junior 05», la primera generación de un grupo de música de rotación, Super Junior. En noviembre del 2005, pocos días antes del debut del grupo, Donghae hizo una breve aparición en el panel de Shin Dong-yup's There Is There Isn't de la SBS.

### Carrera musical
Donghae debutó oficialmente como parte de un proyecto de grupo de 12 miembros llamado Super Junior 05 el 6 de noviembre de 2005 en el programa de música Popular Songs de la KBS, realizando su primer sencillo llamado «Twins (Knock Out)». El álbum debut SuperJunior05 (Twins) fue lanzado un mes después, el 5 de diciembre de 2005 y debutó en el puesto #3 del MIAK K-pop en su lista mensual de álbumes. 
En marzo de 2006, SM Entertainment comenzó a reclutar nuevos miembros para la próxima generación de Super Junior. Sin embargo, los planes cambiaron cuando la compañía agregó en un decimotercer miembro, Kyuhyun, y la empresa declaró un alto en la formación de las futuras generaciones de Super Junior. El grupo abandonó el sufijo «05» y se convirtió oficialmente acreditado como Super Junior. El nuevo grupo tuvo un gran éxito después de que lanzó su primer sencillo físico «U» en el verano siguiente, que se convirtió en el sencillo más exitoso de Super Junior en las listas de música hasta el lanzamiento de «Sorry Sorry» en marzo de 2009.
A finales de 2007, Donghae fue puesto en Super Junior-M, una subunidad de Super Junior dedicada a la industria musical de China. Super Junior-M es el primer grupo de música internacional en la industria de la música China que tiene miembros de ascendencia tanto chino y coreano.
Super Junior-M debutó en China el 8 de abril de 2008 en la 8 ª Entrega Anual Music Chart Awards, simultáneamente se reveló su primer video musical «U». Esto fue seguido por el lanzamiento del álbum de estudio debut en idioma chino Me en determinadas provincias en China el 23 de abril y 2 de mayo en Taiwán.
En el 2010, Donghae compuso la música para A Short Journey, como homenaje a Kangin quien se encontraba realizando su servicio militar. La canción fue lanzada como parte del álbum repackaged de Bonamana, llamado No Other. 
Donghae cantó «Dreams Come True» junto a Seohyun de Girls' Generation, tema principal para la octava edición de los Asia Song Festival en el 2011. La canción fue lanzada como sencillo digital el 11 de octubre de 2011. El producto de la venta se donó a Unicef para ayudar a los niños en los países africanos
Donghae colaboró con Chance de One Way para componer 4 canciones: La canción logo de Strong Heart, «Y» lanzada dentro del 5° álbum Mr. Simple, «I Wanna Love You» canción exclusiva del Super show 3 Tour y lanzada dentro del Super Show 3 Tour Concert Album, y «Oppa Oppa». Así como también colaboró en la creación de la canción logo de ShimShimTamPa Radio. Él colaboró con As One ayudando a escribir la letra de «Only U» que fue lanzada como sencillo digital el 16 de enero de 2012 y en la que él participa como rapero.
El 16 de diciembre de 2011, Donghae junto a Eunhyuk lanzaron «Oppa Oppa» como sencillo digital, canción que interpretaron en las fechas del Super Show 4 Tour. La canción también fue lanzada en japonés junto a su video musical el 4 de abril de 2012. El dúo realizó un fanmeeting el 11 de abril de 2012 en Shiiuya-AX, Tokio, para promover su sencillo. 

El dúo inició sus actividades oficiales como nueva subunidad el 16 de diciembre de 2011, cuando lanzaron «Oppa Oppa» en Corea del Sur y promocionaron la canción en los programas musicales.
SM Entertainment anunció la formación de un grupo de baile llamado SM The Performance y está conformado por Donghae junto a su compañero de banda Eunhyuk, Minho y Taemin de SHINee, Yunho de TVXQ, y Kai y Lay de EXO, para la presentación de «Spectrum» en el SBS Gayo Daejun, ceremonia por fin de año del canal SBS. La canción «Spectrum» es un cover de la canción del mismo nombre de DJ y productor alemán Zedd. El 30 de diciembre de 2012, SM Entertainment lanzó la canción como sencillo digital.
Para el álbum de estudio Mamacita de Super Junior, Donghae contribuyó en la creación de la música y letra del segunda pista promocional «Shirt». 

### Actuación

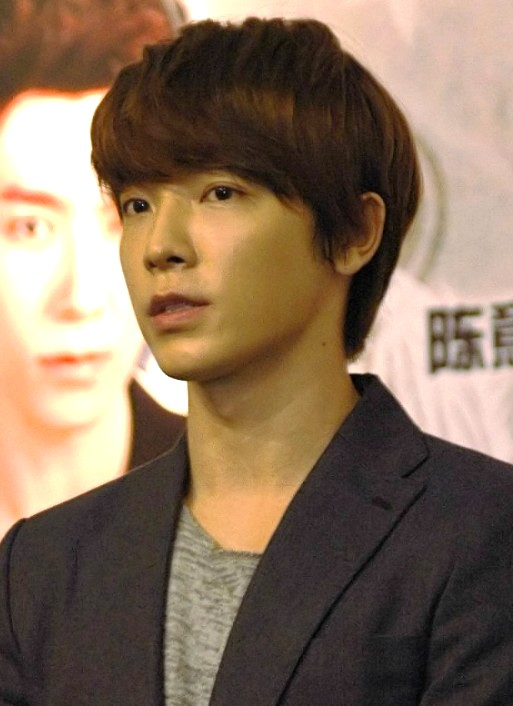
Donghae en la presentación de Extravagant Challenge en Singapur en 2012

Donghae hizo su primera aparición como actor en el documental de terror Mystery 6, protagonizado por los miembros de Super Junior y emitido a principios de 2006. El documental se centra en Donghae y su peculiar habilidad de ver y sentir fantasmas. 

En agosto de 2006, Donghae participó en la versión coreana del video musical «Key of Heart» de BoA donde interpreta el papel de un humano que se convierte en cyborg.
El debut oficial de Donghae como actor fue en julio de 2007, con el lanzamiento de la película debut de Super Junior, Attack on the Pin-Up Boys donde actúa como compañero de clase y amigo cercano de Kim Kibum, un estudiante de secundaria que investiga un misterioso ataque a jóvenes en diversas escuelas secundarias de la ciudad.

A finales del 2007 aparece en el video musical «Kissing You» de Girls' Generation. Además, él y Kyuhyun  aparecieron en el comercial de un producto para lavado de rostro, cantando «Happy Bubble» junto a la actriz Han Ji Min. 
A principios del 2009, apareció en el video musical de «Firefly» de la cantante Ariel Lin, junto a su compañero de banda Siwon.

También apareció como el interés amoroso de Zhang Li Yin en su video musical «Moving On», lanzado el 19 de octubre de 2009.
En noviembre del 2010, Donghae participó en el drama It's Okay Daddy Girl, donde interpreta a Choi Wook Gi, uno de los tres hermanos de la Familia Choi.
En el 2011, protagonizó el drama taiwanés Extravagant Challenge junto a su compañero de banda Siwon y a la actriz Ivy Chen, siendo este (drama) una adaptación del manga japonés Skip Beat! creado por Yoshiki Nakamura en el 2002. 
El 14 de diciembre de 2011, los tres protagonistas asistieron a la conferencia de prensa del drama realizada en Taipéi. 
En mayo del 2012, Donghae protagoniza el drama Ms Panda and Mr Hedgehog, junto a la actriz Yoon Seung-ah, emitida vía Channel A.
El drama es una comedia romántica donde Donghae actúa como Ji Seung Go, un pastelero malhumorado; mientras que Yoon Seung Ah interpreta a Pan Da Yang, dueña del Café Panda. El drama reunió a Donghae con Choi Jin Hyuk, actor con el que compartió roles en It's Okay Daddy Girl. El primer capítulo se emitió el 18 de agosto de 2012.
A mediados del 2012, aparece como parte del elenco de I AM., película biográfica del SM TOWN en el Madison Square Garden de Nueva York.
En 2014, Donghae fue seleccionado para formar parte de la película de terror Tunnel, sin embargo, por conflictos de agenda tuvo que abandonar el proyecto. Sin embargo, logró obtener el papel protagónico en el cortometraje The Youth-The Rumor. A la vez, Donghae ingresó al reparto del drama God's Quiz Season 4 como Han Si Woo, un médico residente. La serie fue emitida el 18 de mayo.

## Vida personal
El 1 de septiembre de 2013, Donghae anunció a través de su Instagram personal que había inaugurado su propio restaurante llamado «Grill 5 Taco».
El 2 de septiembre de 2015, SM Entertainment anunció que Lee Donghae se uniría a la unidad policial el 15 de octubre de ese año como parte del servicio militar obligatorio. El 14 de julio de 2017 terminó oficialmente el servicio militar y se reintegró a Super junior.

## Discografía
Más información: Discografía de Super Junior

### Participación en soundtracks y/o colaboraciones
| Año  | Canción            | Artista                                | Notas                          |
| ---- | ------------------ | -------------------------------------- | ------------------------------ |
| 2010 | "Just Like Now"    | Dueto con Ryeowook                     | BSO de It's Okay, Daddy's Girl |
| 2010 | "I Wanna Love You" | Dueto con Eunhyuk                      | Super Show 3 Tour              |
| 2011 | "Only U"           | Junto a As One                         |                                |
| 2011 | "Dreams Come True" | Dueto con Seohyun de Girls' Generation | 8th Asia Song Festival         |
| 2011 | "That's Love"      | Dueto con Henry                        | BSO de Extravagant Challenge   |
| 2012 | "Plz Don’t"        | Solitario                              | BSO Ms Panda and Mr Hedgehog   |
| 2012 | "Don't Go"         | Solitario                              | BSO Ms Panda and Mr Hedgehog   |
| 2012 | "Spectrum          | SM The Performance                     | Sencillo Digital               |

### Letras y Composiciones
| Año  | Canción                            | Álbum                              | Artista      | Nota           |
| ---- | ---------------------------------- | ---------------------------------- | ------------ | -------------- |
| 2007 | I Am                               | Don't Don                          | Super Junior | Letra          |
| 2009 | Beautiful                          | Super Show 2                       | Donghae      | Letra          |
| 2010 | A Short Journey                    | Bonamana (repackaged)              | Super Junior | Música         |
| 2011 | Y                                  | Mr. Simple                         | Super Junior | Letra y música |
| 2011 | Oops                               | A-CHA                              | Super Junior | Letra          |
| 2011 | First Love                         | Oppa, Oppa                         | SJ-D&E       | Letra y música |
| 2012 | Only U                             | SPY                                | Super Junior | Letra y música |
| 2012 | HARU                               | SPY                                | Super Junior | Letra y música |
| 2013 | Still You                          | The Beat Goes On (Special Edition) | SJ-D&E       | Letra y música |
| 2014 | Wonderland                         | Skeleton                           | SJ-D&E       | Letra y música |
| 2014 | Shirt                              | Mamacita                           | Super Junior | Letra y música |
| 2015 | 1+1=LOVE                           | The Beat Goes On (Special Edition) | SJ-D&E       | Letra y música |
| 2015 | 너는 나만큼 (Growing Pains)        | The Beat Goes On (Special Edition) | SJ-D&E       | Letra y música |
| 2015 | Mother                             | The Beat Goes On (Special Edition) | SJ-D&E       | Letra y música |
| 2015 | Don't Wake me Up                   | Devil                              | Super Junior | Letra y música |
| 2015 | Alright                            | Devil                              | Super Junior | Letra y música |
| 2017 | 비처럼 가지 마요 (One More Chance) | Play                               | Super Junior | Letra y música |
| 2017 | Perfect                            | Donghae x Cadillac                 | Donghae      | Letra y música |
| 2018 | If You                             | Style                              | SJ-D&E       | Letra y música |
| 2018 | Sunrise                            | Style                              | SJ-D&E       | Letra y música |
| 2018 | 머리부터 발끝까지 ('Bout You)      | 'Bout You                          | SJ-D&E       | Letra y música |
| 2018 | 지독하게 (Lost)                    | 'Bout You                          | SJ-D&E       | Letra y música |
| 2018 | Victory                            | 'Bout You                          | SJ-D&E       | Letra y música |
| 2019 | Danger                             | Danger                             | SJ-D&E       | Letra y música |
| 2019 | 우울해 (Gloomy)                    | Danger                             | SJ-D&E       | Letra y música |

## Filmografía
Más información: Filmografía de Super Junior

### Participación en programas de variedades, dramas y películas
| Año                     | Título                                      | Notas                                                                            |
| Programas de variedades | Programas de variedades                     | Programas de variedades                                                          |
| ----------------------- | ------------------------------------------- | -------------------------------------------------------------------------------- |
| 2005                    | Real Romance Love Letter Season 2           |                                                                                  |
| 2005-2006               | Super Junior Show                           |                                                                                  |
| 2006                    | Super Adonis Camp                           |                                                                                  |
| 2006                    | Mystery 6                                   |                                                                                  |
| 2006                    | Full House                                  |                                                                                  |
| 2006                    | Super Junior Mini-Drama                     |                                                                                  |
| 2006-2007               | Super Junior Unreleased Scene               |                                                                                  |
| 2007                    | Super Summer                                |                                                                                  |
| 2007                    | Super Junior Animal Farm                    |                                                                                  |
| 2007                    | Super Junior’s Music Diary                  |                                                                                  |
| 2007-2008               | Explorers of the Human Body                 | Todos los miembros                                                               |
| 2008                    | Super Junior Unbelievable Story             | Leeteuk, Sungmin                                                                 |
| 2009-2010               | Star Golden Bell                            | Ep. 231,236,272                                                                  |
| 2009                    | Human Network Super Junior’s Miracle        | Leeteuk, Shindong, Eunhyuk                                                       |
| 2009-2011               | Come to Play                                | Ep. 231,291,362                                                                  |
| 2010                    | Night Star                                  | Ep. 5                                                                            |
| 2010-2011               | Super Junior's Foresight                    | Ep. 17. Con Yesung, Kangin, Eunhyuk, Kyuhyun Cameos: Shindong, Ryeowook          |
| 2010-2011               | Let's Go Dream Team Season 2                | Ep. 33,41,42,98                                                                  |
| 2011                    | The Beatles Code                            | Ep. 53-54                                                                        |
| 2012                    | Super Junior Star Life Theater              | Todos excepto Heechul.                                                           |
| 2012                    | Saturday Night Live Korea 2                 |                                                                                  |
| 2014                    | Strongest Group/The Ultimate Group/最强天团 | 2014.08.08                                                                       |
| 2014                    | A Song for You 3                            | Ep. 14-15                                                                        |
| 2014-2015               | Super Junior M's Guest House                | Con Super Junior-M                                                               |
| 2015                    | Surplines Super Junior                      | Con Leeteuk, Eunhyuk, Kyuhyun                                                    |
| 2015                    | Super Junior Devil's Feast                  | Con Leeteuk, Heechul, Yesung, Kangin, Eunhyuk, Siwon, Donghae, Ryeowook, Kyuhyun |
| 2015                    | Super Junior One Fine Day                   | Con Leeteuk y Eunhyuk                                                            |
| 2015                    | Radio Star                                  | Junto a Leeteuk, Heechul, Yesung, Eunhyuk y Siwon                                |
| 2017-2018               | SJ Returns 1 y 2                            | Con Super Junior.                                                                |
| 2017                    | Knowing Bros                                | Episodio 100. Con Super Junior.                                                  |
| 2017                    | Saturday Night Live                         | Episodio 206. Con Super Junior.                                                  |
| 2017                    | Weekly Idol                                 | Episodios 328 y 329. Con Super Junior.                                           |
| 2018                    | Hello Counselor                             | Episodio 349. Con Super Junior.                                                  |
| 2018                    | Super TV 1 y 2                              | Con Super Junior.                                                                |
| 2019                    | SJ Returns 3                                | Con Super Junior.                                                                |
| 2019                    | Knowing Bros                                | Episodio 200. Con Super Junior.                                                  |
| 2019                    | Idol Room                                   | Episodio 72. Con Super Junior.                                                   |
| 2019                    | After Mom Falls Asleep                      | Con Super Junior.                                                                |
| 2019                    | My Ugly Duckling                            | Episodio 160. Con Super Junior.                                                  |
| 2019                    | Hidden Track                                | Episodio 3. Con Super Junior.                                                    |
| 2019                    | Run.Wav                                     | Con Super Junior.                                                                |
| 2021                    | Knowing Bros                                | Episodio 300. Con Super Junior D&E.                                              |
| Dramas                  |                                             |                                                                                  |
| 2010-2011               | It's Okay, Daddy's Girl                     | Papel: Choi Wook Gi                                                              |
| 2011-2012               | Skip Beat!                                  | Papel: Shang Jie Yong / Bu Po Shang                                              |
| 2012                    | Ms Panda and Mr Hedgehog                    | Papel: Go Seung Ji                                                               |
| 2014                    | Quiz of God - Season 4                      | Papel: Han Shi Woo                                                               |
| 2023-2024               | Entre él y ella                             | Papel: Jung Hyun-seong                                                           |
| Películas               |                                             |                                                                                  |
| 2007                    | Attack on the Pin-Up Boys                   | Película de Super Junior                                                         |
| 2011                    | Super Show 3 3D                             | Concierto de Super Junior                                                        |
| 2012                    | I AM                                        | Documental de artistas de SM                                                     |
| 2014                    | The Youth/The Rumor                         | Papel: Jung Woo                                                                  |
| Videos musicales        |                                             |                                                                                  |
| 2006                    | Key of Heart                                | BoA                                                                              |
| 2008                    | Kissing You                                 | Girls' Generation                                                                |
| 2009                    | Firefly                                     | Ariel Lin                                                                        |
| 2009                    | Happy Bubble                                | Kyuhyun y Han Ji Min                                                             |
| 2009                    | Moving On                                   | Zhang Li Yin                                                                     |
| 2009                    | S.E.O.U.L                                   | Super Junior y Girls' Generation                                                 |

## Premios y nominaciones
Más información : Premios y nominaciones de Super Junior
| Año  | Premio                  | Categoría                 | Trabajo  | Resultado |
| ---- | ----------------------- | ------------------------- | -------- | --------- |
| 2013 | Singapore e-Awards 2013 | Actor coreano más popular | Él mismo | Ganó      |